# Viktor Ernst Nessler
Viktor Ernst Nessler (eigenlijk: Neßler) (Baldenheim (Elzas), 28 januari 1841 – Straatsburg, 28 april 1890) was een Duits componist, dirigent en theoloog.

## Levensloop
Nessler studeerde als zoon van een pastoor protestantse theologie aan de Universiteit van Straatsburg. Tijdens deze studie studeerde hij eveneens privé-lessen in compositie bij Th. Stern. Met steun van Stern debuteerde Nessler in de kerkmuziek.
Na zijn opera Fleurette in 1864 verlegde Nessler zijn activiteiten naar het componeren en vertrok in hetzelfde jaar naar Leipzig. Om zijn kennis te verbeteren studeerde hij privé bij Moritz Hauptmann. In 1867 was de première van de romantische toveropera Dornröschens Brautfahrt (Doornroosjes huwelijksvaart). In 1870 werd Nessler koorleider aan het stedelijk theater te Leipzig en in 1878 kapelmeester aan het Carola-theater, eveneens in Leipzig. Verder was hij dirigent van de Leipziger zangersbond, een mannenkoor. Op 19 maart 1879 was de première van de opera Der Rattenfänger von Hameln (De rattenvanger van Hamelen) en op 4 mei 1884 die van zijn opera Der Trompeter von Säckingen.
Na 1888 ging Nessler terug in zijn bakermat en woonde hij in Straatsburg, waar hij op 28 mei 1890 kort na zijn 49e verjaardag overleed. Samen met zijn echtgenote ligt hij begraven op de cimetière Saint-Gall de Strasbourg (Koenigshoffen).

## Composities

### Werken voor harmonieorkest
- Behüt' dich Gott, es wär' so schön gewesen uit de opera Der Trompeter von Säckingen, voor trompet en harmonieorkest (bewerkt door Gosling Mol; Hans Hartwig, Hildegard Hartwig en anderen)
- Huwelijksmars uit de opera De rattenvanger van Hamelen (bewerkt door T.M. Tobani; L. P. Laurendeau)
- Jung Werner's Lied uit de opera Der Trompeter von Säckingen, voor zangstem (of kornet solo) en harmonieorkest
- Selectie uit de opera Der Trompeter von Säckingen

### Kerkmuziek
- Der 137e Psalm, voor solisten, gemengd koor en orkest (of piano), op. 45

### Muziektheater

#### Opera's
| Voltooid in | titel                                                      | aktes                    | première               | libretto                                    |
| ----------- | ---------------------------------------------------------- | ------------------------ | ---------------------- | ------------------------------------------- |
| 1864        | Fleurette                                                  |                          | 1864, Straatsburg      |                                             |
| 1867        | Dornröschens Brautfahrt (Doornroosjes huwelijksvaart)      |                          | 1867, Leipzig          |                                             |
| 1867        | Hochzeitsreise (Huwelijksreis)                             |                          | 1867, Leipzig          |                                             |
| 1868        | Nachtwächter und Student                                   | 1 akte                   | 1868, Leipzig          |                                             |
| 1869        | Am Alexandertag                                            | 1 akte                   | 1869, Leipzig          |                                             |
| 1876        | Irmingard                                                  |                          | 1876, Leipzig          |                                             |
| 1878-1879   | Der Rattenfänger von Hameln' (De rattenvanger van Hamelen) | 5 bedrijven              | 19 maart 1879, Leipzig | Friedrich Hofmann naar Julius Wolff         |
| 1881        | Der wilde Jäger (De wilde jager)                           | 4 bedrijven              | 1881, Leipzig          | Friedrich Hofmann naar Julius Wolff         |
| 1884        | Der Trompeter von Säckingen                                | voorspeel en 3 bedrijven | 4 mei 1884, Leipzig    | Rudolf Bunge naar Josef Viktor von Scheffel |
| 1886        | Otto der Schütz (Otto de schutter)                         | 4 bedrijven              | 1886, Leipzig          | Rudolf Bunge naar Gottfried Kinkel          |
| 1888-1889   | Die Rose von Straßburg                                     |                          | 1890, München          |                                             |

### Vocale muziek

#### Werken voor koor
- 2 Gesänge, voor vierstemmig mannenkoor a capella
- 3 Lieder, voor vierstemmig mannenkoor a capella, op. 17
- 5 Lieder, voor gemengd koor
- Abschied hat der Tag genommen, voor mannenkoor - tekst: Adolf Kleber
- Das Grab im Busento, voor mannenkoor en orkest (of piano), op. 57 - tekst: Platen
- Der arme Peter, voor gemengd koor, op. 26 - tekst: Heinrich Heine
- Der Blumen Rache, , voor tenor, mannenkoor en orkest, op. 31 - tekst: F. Freiliggrath
- Des Sängers Frühlingsgruß, voor mannenkoor
- Die armen zweiten Tenoristen, vrolijke scène voor vocale solisten en mannenkoor, op. 104
- Drei Gesänge, voor mannenkoor, op. 89 - tekst: Adolf Kleber
- Deutsche Sprüchwörter, drinklied voor bas solo en mannenkoor, op. 27
- Gesänge zu Pfingsten, voor mannenkoor en orkest, op. 65
- Im Walde, voor vierstemmig gemengd koor a capella, op. 25
- Klänge aus dem Elsaß, 3 liederen voor vierstemmig mannenkoor a capella, op. 74
- Von der Wiege bis zum Grabe, voor mannenkoor

#### Liederen
- 2 Lieder, voor zangstem en piano, op. 12
- 3 Lieder, voor zangstem en piano, op. 21
- 4 Gesänge, voor zangstem en piano, op. 14
- 2 Lieder, voor zang en piano, op. 16 - tekst: Heinrich Heine
- An dieser Rose wird er mich erkennen, voor zangstem en piano, op. 67
- Das Grab am Busento, voor zangstem en piano
- Der Frater Kellermeister, voor zangstem en piano, op. 91
- Fremdes Glück, voor zangstem en piano, op. 20
- Perkeo, voor zangstem en piano, op. 92 - tekst: Josef Viktor von Scheffel
- Schilflieder, voor zangstem en piano, op. 40 - tekst: Nikolaus Lenau